# 開源生態計畫

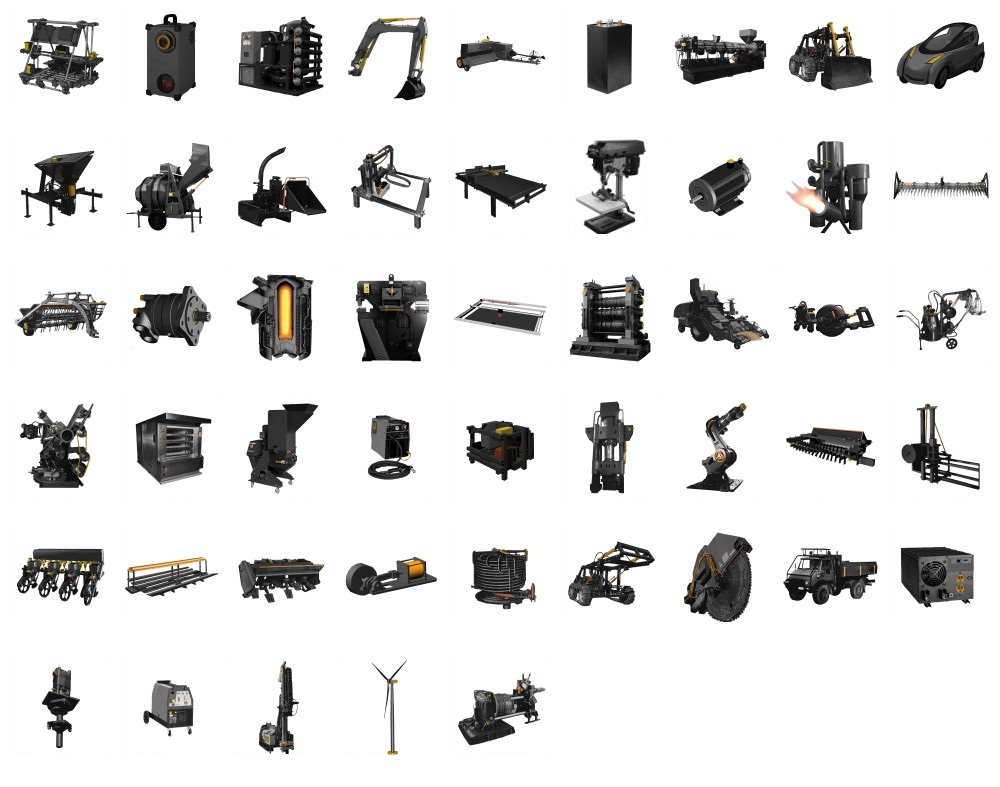
50種維持現代化生活最基礎的工業機具，組成全球村落建設基礎機具組。

開源生態計畫 (OSE)又被稱為開源硬體機具時代、開放資源生態學。開源生態計畫是一種連結了農業工作者、工程师、建筑师和自造文化支持者的資訊網絡，其主要目标是能在最終建立全球村落建设基礎機具組 (Global Village Construction Set, GVCS)。 根據開源生態計畫的網站描述，全球村落建設基礎機具組是一個開源的科技平台，使任何人都能輕易地自行製造出50種不同的工業級機具，在中小型的聚落中，維持基礎的現代化生活。 
計畫中先由位於歐柏林、俄亥俄州、賓夕法尼亞州、紐約州和加州的社群繪製藍圖，並建立原型裝置，再將裝置送到密蘇里州做測試。 最終這些被建造出來的設備，在密蘇里州近郊的E因子農場 (Factor e Farm ) 進行測試。根據媒體3D列印 指出，開源生態計畫近期決定接受學術界的建議，開始測試RepRap 3D列印機，使計劃能更加重視環保永續發展。

## 历史
開源生態計畫是由马尔钦•雅库博夫斯基（Marcin Jakubowski）博士在2003年成立的專案。 Marcin Jakubowski在威斯康辛大学完成博士學業的最後一年，發現他所研究的核融合領域和世界正面臨的問題離得太遠，因此他想嘗試投入不同的領域。畢業後，他開始全心投入開源生態計畫(OSE)。
他一度藉由購置工業化機具，來維持他的農村生活。但他發現這些機具，很快地就出現損壞，購買零件和維修所耗費的時間跟金錢，讓他甚至無以負擔，最後走上了破產的道路。由於缺乏資源，他只好自己開始尋找材料、運用3D列印、動手設計幾款具備工業級效能的機具，並將所有研發過程放到維基百科和網路上，讓所有人都能開源使用。很快地，這整個計劃不斷有人試著用更簡單的方式發明各種開源機具。最後發展出了全球村落建設基礎機具組(GVCS)，試圖想要藉由機具組中的五十種基礎機具，使農村也能享受基礎的現代化生活。
2011年，由於Marcin Jakubowski 在 TED 上提到了開源生態計畫，此專案開始受到全球性的關注。 很快地，全球村落建设基礎機具組贏得了Make 雜誌的綠生態專案大賽。知名部落格 Gizmodo ,Grist 等都揭露了開源生態計畫的深入細節。2012年，Jakubowski 博士成為 Shuttleworth 基金會的研究員以及TED的資深研究員。
開源生態計畫(OSE) 目前以歐洲開源生態計畫(OSE Europe) 的名稱在歐洲推廣。

## E因子農場
E因子農場是開源生態計畫的總部，所有機具都在此建立原型並進行測試。農場本身的建立，就是一個原型計畫。這個農場也是一個原型。運用開放原始碼生態原則，四個原型模組已建成為一個家。 新增的溫室展示了一個家庭如何種植蔬菜和養魚。 外面還有一個包括果樹的大花園

## 目前的进展
2011年十月，開源生態計畫在Kickstarter上募集了63,573美金，希望能作為專案的開銷，並建立訓練中心。 2014年，在五十件全球村落建设基礎機具組中，已經設計出十二種機具，並將這些藍圖開源、做出原型。其中有四款已完成說明文件的建置。 目前開源生態計畫已经由沙特爾沃斯基金會(Shuttleworth Foundation)提供資助。 開源生態計畫的紀錄片也在Focus Forward 短片電影節上入圍半決賽。
- Powercube v7的影片
- Press v4 壓制土磚的影片
- LifeTractor拖拉機設計原理
- LifeTractor 拖拉機製作報告
- LifeTractor 拖拉機製作圖

## 獲獎和表彰紀錄
- 2011年，開源生態計畫贏得由Make雜誌舉辦的綠生態專案大賽。[15]
- 在巴克敏斯特富勒挑戰賽中，成為最後21位入圍準決賽的專案之一，該比賽有162人参加。[16]
- 時代雜誌將開源生態計畫的全球村落建设基礎機具組，評選為2012年最棒的發明。[17]

## 全球村落建设基礎機具組
全球村落建设基礎機具組(GVCS)包括50種工業級機具
| 類別 | 全球村落建设基礎機具組 (GVCS) |
| ---- | --- |
| 棲息 | 壓磚機 v4 · 鋸木機 · 水泥攪拌機 · 推土機 · 挖掘機 |
| 農業 | 拖拉机: LifeTrac v3 · 播種機 · 堆草機 · 小型拖拉机 · 旋耕機 · 翻土機 · 割草機 · 挖溝機 · 烤箱 烤爐 · Dairy milking machine · 微型收割机 · Baler · 井-钻井机                                                           |
| 工業 | Multimachine · 鐵工 · 雷射切割機 · 焊接機 · 電漿切割機 · 感應爐 · CNC torch table · 轧制機 · 線鋸 和 研磨機 · 壓力鍛造 · 轴承 · 电鑽 · 3D列印機 · 3D掃描器 · CNC circuit mill · 工业机器人 · Woodchipper / Hammermill |
| 能源 | Power Cube: PowerCube v7 · Gasifier burner · 聚光太阳能热发电 · 电动机 / 发电机 · 油壓馬達 · 镍铁电池 · 蒸汽机 · 锅炉 · 風力馬達 · Pelletizer · 通用電源供應                                                          |
| 材料 | 鋁提取器 · Bioplastic extruder |
| 交通 | 汽車 · 卡車 |

## 全球价值链的复制
2011年十月，第一個在全球村落建设基礎機具組清單中的機具，藉由第三方製造者完整建立。Jason Smith 和 James Slade 的組織'創造之火 (Creation Flame)' 開發出了第一款具備工業級功能的開源CEB 壓縮機。 目前在巴爾地摩、馬里蘭、和德州達拉斯都有許多人開始嘗試製造全球村落建设基礎機具組清單中的機具。